# Humaid III bin Abd al-Aziz Al Nuaimi
Humaid III bin Abd al-Aziz Al Nuaimi (... – 1928), è stato emiro di Ajman dal 1910 al 1928. Il suo dominio fu segnato da un conflitto con gli Al Bu Shamis e il loro carismatico sceicco, Abd al-Rahman bin Muhammad Al Shamsi.

## Ascesa al trono
Humaid bin Abd al-Aziz era in viaggio verso Mascate, quando ricevette la notizia della morte di suo padre in un tentativo di colpo di Stato. Tornò rapidamente ad Ajman per consolidare la sua posizione di futuro sovrano dell'emirato costringendo il capo dei golpisti, suo cugino Mohammed bin Rashid Al Nuaimi, a fuggire nel deserto per salvarsi la vita.
Uno dei primi atti di Humaid, una volta che la situazione si fu stabilizzata, fu di rispondere a una lettera piuttosto sdegnosa dal residente britannico a tutti gli sceicchi degli Stati della Tregua che li intimava a non fare nessuna concessione nel settore della raccolta delle perle e delle spugne ad alcun agente straniero. A questa richiesta, Humaid rispose: "Siamo stati obbedienti al tuo ordine e, a Dio piacendo, non faremo nulla di contrario al tuo punto di vista". Era un sentimento che non era destinato a durare.

## Presa del forte di Ajman

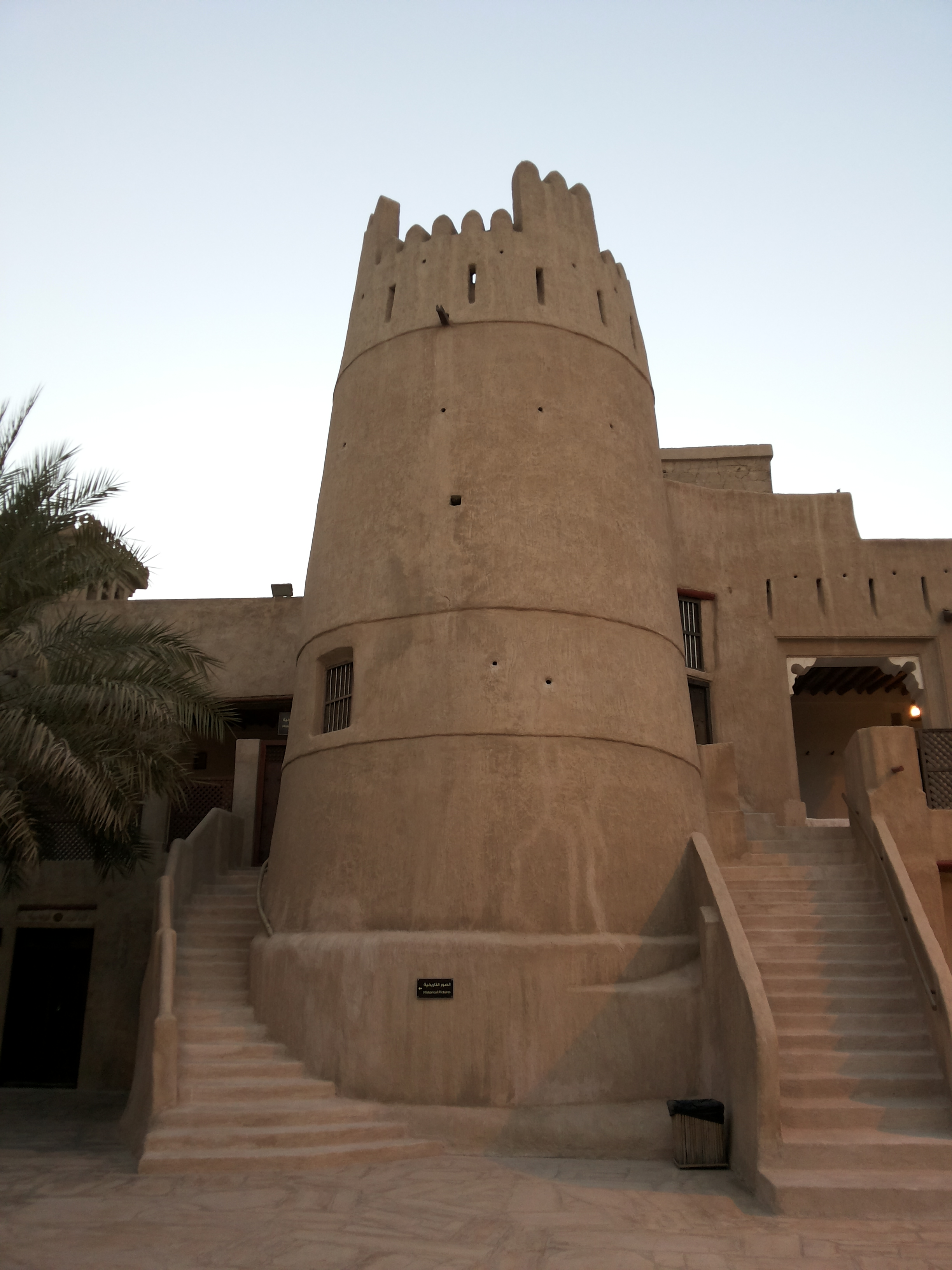
Forte di Ajman.

Nel giugno del 1920, il capo della tribù Al Bu Shamis, che i Na'im avevano originariamente cacciato quando si stabilirono per la prima volta ad Ajman, lo sceicco Abd al-Rahman bin Muhammad Al Shamsi, prese il forte di Ajman e fu rimosso solo dopo l'intercessione dell'agente della residenza britannica.
L'emiro di Sharja Khalid II bin Ahmad al-Qasimi raccolse delle milizie insieme ad Humaid e attaccarono Abd al-Rahman ad Al Heera. Di nuovo, gli inglesi intervennero e fu raggiunto un accordo che riconosceva Abd al-Rahman come soggetto a Khalid e lo obbligò a non causare ulteriori guai.
Al tempo Al Heera era un grande villaggio costiero di circa 250 case abitato da raccoglitori di perle. Ad Abd al-Rahman fu promesso un passaggio sicuro dall'agente della residenza britannica perché doveva del denaro ad un numero di soggetti britannici. Humaid però gli impedì di tornare ad Al Heera. Dopo aver trascorso del tempo a Ru'us Al Jibal (in Oman) e ad Al Khan (a sud di Sharja), nel 1921 Abd al-Rahman fu autorizzato a tornare ad Al Heera dal sovrano di Sharja, un accordo almeno in parte imposto dalla presenza della nave britannica HMS Triade capitanata da John Pearson. Questo infastidì Humaid, che non ottenne nulla da esso.

## Relazioni con i britannici
Irritato dalla loro costante mediazione sull'affare Al Heera, Humaid sfidò gli inglesi sulla questione di un certificato di manomissione, l'atto con cui il proprietario libera un servo dalla schiavitù, che aveva presumibilmente fatto a pezzi. Dopo essersi rifiutato di salire a bordo di una nave britannica per incontrarsi con il residente e di pagare una multa di 1000 rupie, fu infine minacciato di bombardamenti. La HMS Crocus e HMS Cyclamen erano entrambe in mare aperto all'epoca. Humaid fece notare agli inglesi che sarebbe stato "peggio per loro" se avessero osato bombardare il suo forte e avessero iniziato il fuoco. Con una torre del forte completamente demolita e una seconda che si sarebbe sgretolata sotto il fuoco dei cannoni, Humaid accettò infine di pagare la multa.
Agli inizi del 1922, insieme agli altri sceicchi degli Stati della Tregua, Humaid firmò un accordo con gli inglesi che stabiliva che qualsiasi concessione petrolifera sarebbe stata data solo a un incaricato del governo britannico. Tuttavia, nessuna simile concessione fu firmata durante il suo regno.

## Colpo di Stato a Sharja
Nel gennaio del 1924, un altro attacco ad Al Heera fu pianificato da Humaid e Khalid e le forze di Sharja circondarono l'abitato. Humaid fu obbligato a non prendere parte all'azione dell'agente della residenza britannica e venne pattuita una tregua. Abd al-Rahman fu costretto all'esilio, unendosi al suo genero diseredato, Sultan II bin Saqr al-Qasimi, a Dubai. Questo movimento finale contro Al Heera fu troppo per il popolo di Sharja che richiamò Sultan II bin Saqr perché deponesse Khalid, cosa che fece. Prese il potere su Sharja dopo una battaglia di 11 giorni nel novembre del 1924. Ciò assicurò che l'implacabile nemico di Humaid, Abd al-Rahman, fosse ora alleato del potente sovrano di Sharja.
Humaid era soddisfatto quando, nel 1926, gli inglesi decisero di esiliare Abd al-Rahman da Al Heera ad Aden per quattro anni. Gli fu permesso, tuttavia, di tornare prima, ma troppo tardi per Humaid, che morì nel 1928. Gli succedette il figlio Rashid.